# Піневка
Пі́невка (рос. Пиневка) — присілок у складі Ірбітського міського округу Свердловської області.
Населення — 82 особи (2010, 87 у 2002).
Національний склад населення станом на 2002 рік: росіяни — 93 %.